# Перигор, Арман де
Арма́н де Периго́р (фр. Armand de Périgord или фр. Hermann de Pierre-Grosse; 1178—1245) — великий магистр ордена тамплиеров в 1232—1244 годах.

## Биография
Арман был четвёртым сыном Эли VI Талейрана, графа Перигора, и Раймонды, дочери Раймунда II, виконта де Тюренн.
Некоторые исследователи указывают, что он был магистром тамплиеров в Апулии и на Сицилии к 1232 году. Это не подтверждено официальными документами, однако известно, что в 1209 году то будущий магистр ордена на Сицилии и в Калабрии Гийом де Орели подписал с императором Фридрихом II договор о торговых привилегиях Апулии. Арман де Перигор был указан в этом документе как магистр ордена тамплиеров в этой провинции.
Арман был избран великим магистром ордена тамплиеров в 1232 году. Он организовал нападение на деревни Кана, Сафите и Сефория, воевал с мусульманами в районе Галилейского моря. Все эти кампании закончилась неудачей и негативно повлияли на репутацию ордена.
В 1236 году на границе между Сирией и Киликией 120 рыцарей, лучников и всадников осадили город Дарбсак (Тербезек). Они встретили жестокое сопротивление со стороны осажденных. Когда на помощь тамплиерам прибыло подкрепление из Дамаска, рыцари были уже убиты.
В 1237 г. когда король Хетум I развернул ряд репрессий против ордена тамплиеров на территории Киликийской Армении, обвинив членов ордена в измене и даже повесив нескольких рыцарей Храма, магистр Арманд, совместно с князем Боэмундом V Антиохийским, начал последнее в истории франкское вторжение на территорию Киликии. Боэмунд V охотно оказал поддержку тамплиеров и присоединился к ним, желая отомстить Хетумидам за свержение и убийство своего брата - короля Филиппа (свергнутого в 1225 г. и отравленного в 1226 г.). Однако отец короля Хетума I - бальи Константин - смог быстро договориться с тамплиерами, убедить своего сына прекратить репрессии против ордена, и заключить с магистром Армандом перемирие. После этого, Арманд увел тамплиеров из Киликии, бросив своего союзника Боэмунда V. Князю Антиохии-Триполи ничего не оставалось делать, как повернуть на юг и уйти в северную Сирию, ограничившись разорением нескольких поселений на востоке Киликийской Равнины. Поход князя Боэмунда V Антиохийского и магистра Арманда де Перигора 1237 г. стал последним в истории вторжением сирийских франков в пределы Киликийской Армении..
В сентябре 1239 года Арманд прибыл в Сен-Жан де-Акр. Он заключил договор с султаном Дамаска, как ранее магистр госпитальеры договорился с султаном Египта. В 1244 году султан Дамаска запросил помощи тамплиеров для отражения набегов хорезмийцев. В октябре 1244 года объединённые силы тамплиеров, госпитальеров и тевтонцев вместе с войсками султана Дамаска сразились с хорезмийцами в битве при Форбии. Коалиция сирийских христиан и мусульман потерпела поражение, в результате чего более 30 000 воинов было убито. Некоторые тамплиеры и госпитальеры смогли укрыться в Сен-Жан де-Акр. Судьба Армана де Перигора неясна: нет сведений, что он погиб или был пленен. По разным данным, датой его смерти является 1244 год, по другим — 1247 год.